# Belgiens Grand Prix 2013
Belgiens Grand Prix 2013, officiellt 2013 Formula 1 Shell Belgian Grand Prix, var en Formel 1-tävling som hölls den 25 augusti 2013 på Circuit de Spa-Francorchamps i Spa, Belgien. Det var den elfte tävlingen av Formel 1-säsongen 2013 och kördes över 44 varv. Vinnare av loppet blev Sebastian Vettel för Red Bull, tvåa blev Fernando Alonso för Ferrari och trea blev Lewis Hamilton för Mercedes.

## Kvalet
| KR. | Nr | Förare              | Konstruktör          | Q1       | Q2       | Q3       | Grid |
| --- | -- | ------------------- | -------------------- | -------- | -------- | -------- | ---- |
| 1   | 10 | Lewis Hamilton      | Mercedes             | 2.00,368 | 1.49,067 | 2.01,012 | 1    |
| 2   | 1  | Sebastian Vettel    | Red Bull-Renault     | 2.01,863 | 1.48,646 | 2.01,200 | 2    |
| 3   | 2  | Mark Webber         | Red Bull-Renault     | 2.01,597 | 1.48,641 | 2.01,325 | 3    |
| 4   | 9  | Nico Rosberg        | Mercedes             | 2.01,099 | 1.48,552 | 2.02,251 | 4    |
| 5   | 14 | Paul di Resta       | Force India-Mercedes | 2.02,338 | 1.48,925 | 2.02,332 | 5    |
| 6   | 5  | Jenson Button       | McLaren-Mercedes     | 2.01,301 | 1.48,641 | 2.03,075 | 6    |
| 7   | 8  | Romain Grosjean     | Lotus-Renault        | 2.02,476 | 1.48,649 | 2.03,081 | 7    |
| 8   | 7  | Kimi Räikkönen      | Lotus-Renault        | 2.01,151 | 1.48,296 | 2.03,390 | 8    |
| 9   | 3  | Fernando Alonso     | Ferrari              | 2.00,190 | 1.48,309 | 2.03,482 | 9    |
| 10  | 4  | Felipe Massa        | Ferrari              | 2.01,462 | 1.49,020 | 2.04,059 | 10   |
| 11  | 11 | Nico Hülkenberg     | Sauber-Ferrari       | 2.01,712 | 1.49,088 |          | 11   |
| 12  | 15 | Adrian Sutil        | Force India-Mercedes | 2.02,749 | 1.49,103 |          | 12   |
| 13  | 6  | Sergio Pérez        | McLaren-Mercedes     | 2.02,425 | 1.49,304 |          | 13   |
| 14  | 21 | Giedo van der Garde | Caterham-Renault     | 2.00,564 | 1.52,036 |          | 14   |
| 15  | 22 | Jules Bianchi       | Marussia-Cosworth    | 2.02,110 | 1.52,563 |          | 15   |
| 16  | 23 | Max Chilton         | Marussia-Cosworth    | 2.02,948 | 1.52,762 |          | 16   |
| 17  | 16 | Pastor Maldonado    | Williams-Renault     | 2.03,072 |          |          | 17   |
| 18  | 18 | Jean-Éric Vergne    | Toro Rosso-Ferrari   | 2.03,300 |          |          | 18   |
| 19  | 19 | Daniel Ricciardo    | Toro Rosso-Ferrari   | 2.03,317 |          |          | 19   |
| 20  | 17 | Valtteri Bottas     | Williams-Renault     | 2.03,432 |          |          | 20   |
| 21  | 12 | Esteban Gutiérrez   | Sauber-Ferrari       | 2.04,324 |          |          | 21   |
| 22  | 20 | Charles Pic         | Caterham-Renault     | 2.07,384 |          |          | 22   |

| Vidare från första kvalrundan ▬▬ Vidare från andra kvalrundan ▬▬ |

## Loppet

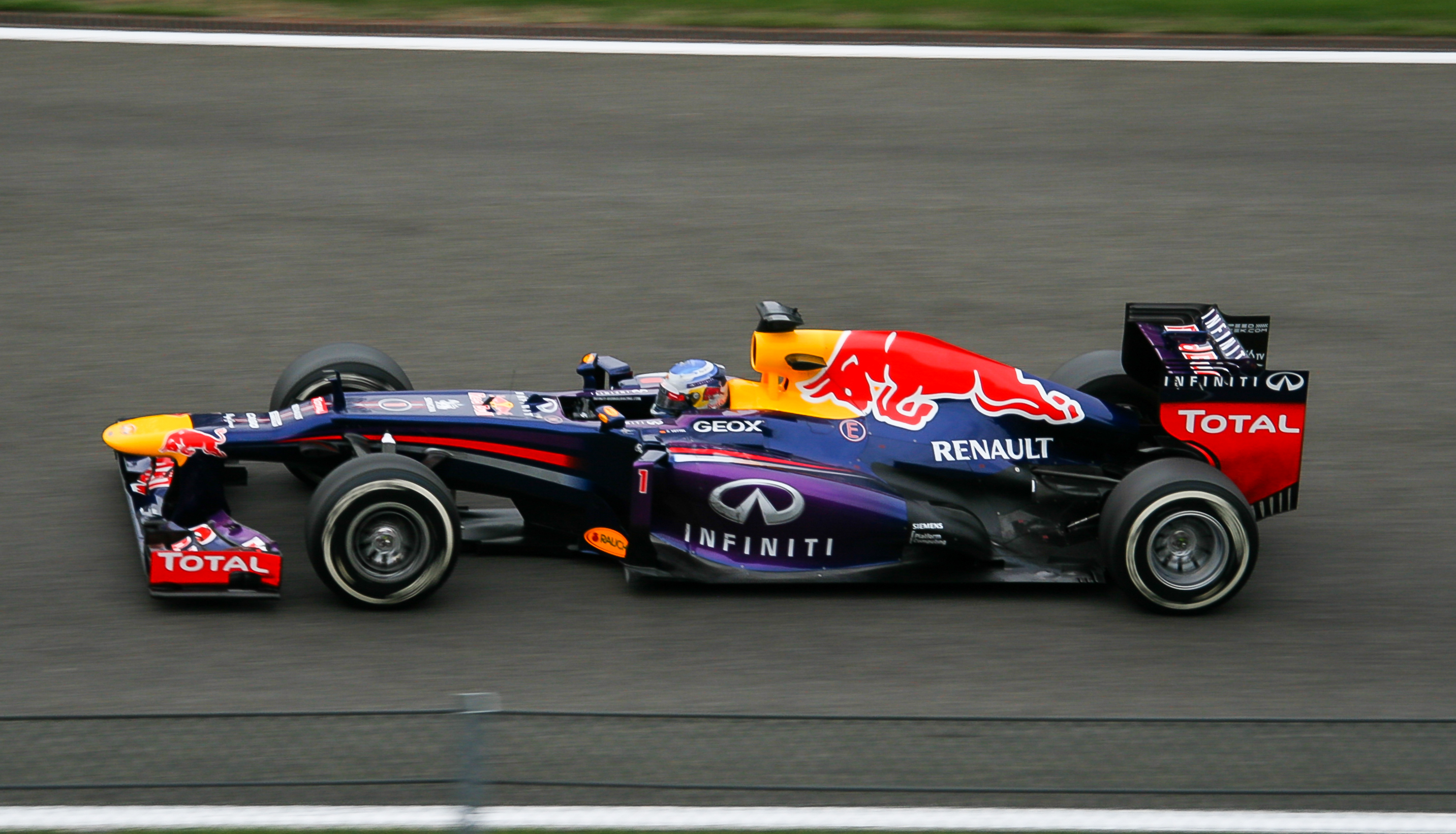
Sebastian Vettel vann loppet.

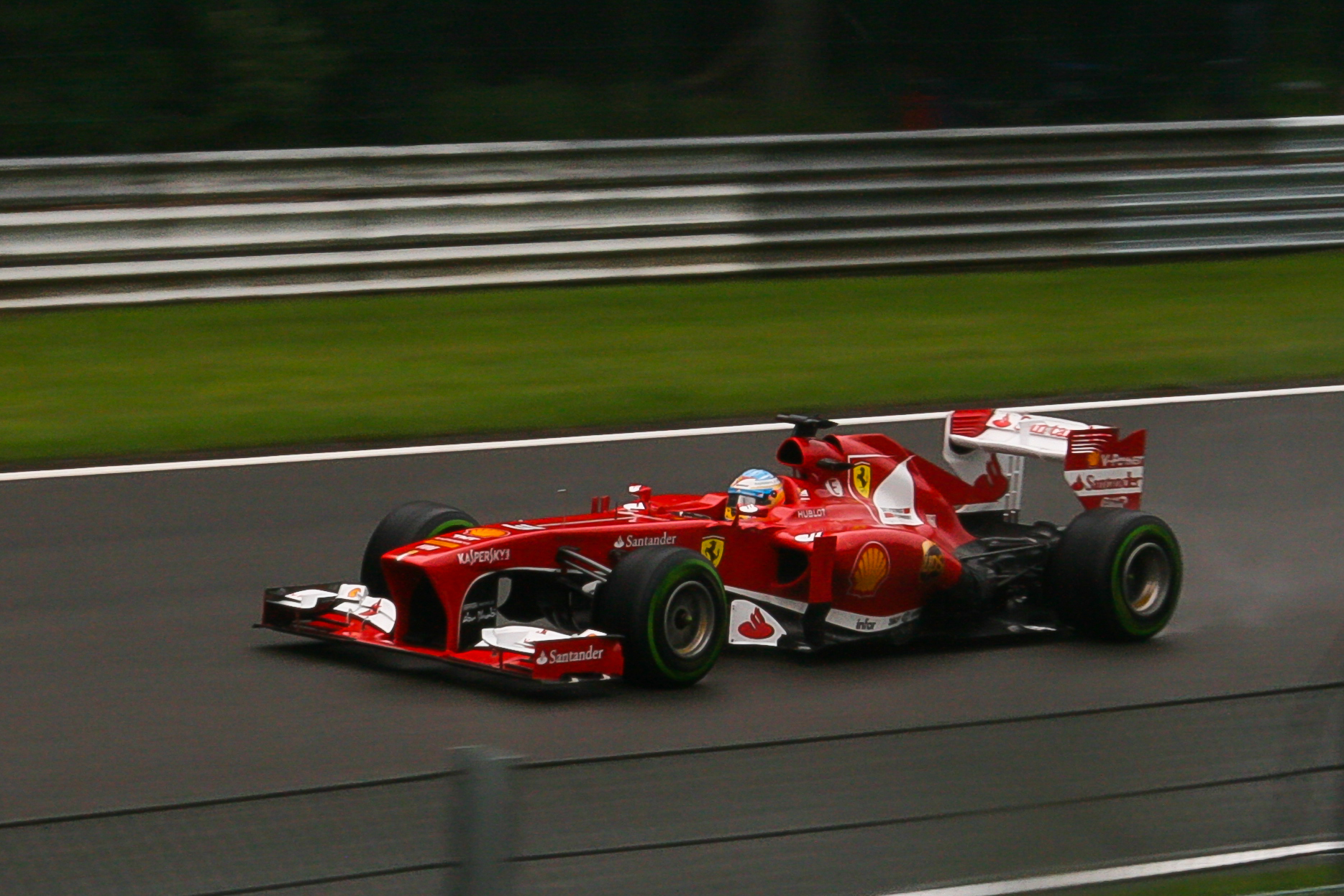
Fernando Alonso blev tvåa.

| Pos. | Nr | Förare              | Konstruktör          | Varv | Tid         | Grid | P  |
| ---- | -- | ------------------- | -------------------- | ---- | ----------- | ---- | -- |
| 1    | 1  | Sebastian Vettel    | Red Bull-Renault     | 44   | 1:23.42,196 | 2    | 25 |
| 2    | 3  | Fernando Alonso     | Ferrari              | 44   | +16,869     | 9    | 18 |
| 3    | 10 | Lewis Hamilton      | Mercedes             | 44   | +27,734     | 1    | 15 |
| 4    | 9  | Nico Rosberg        | Mercedes             | 44   | +29,872     | 4    | 12 |
| 5    | 2  | Mark Webber         | Red Bull-Renault     | 44   | +33,845     | 3    | 10 |
| 6    | 5  | Jenson Button       | McLaren-Mercedes     | 44   | +40,794     | 6    | 8  |
| 7    | 4  | Felipe Massa        | Ferrari              | 44   | +53,922     | 10   | 6  |
| 8    | 8  | Romain Grosjean     | Lotus-Renault        | 44   | +55,846     | 7    | 4  |
| 9    | 15 | Adrian Sutil        | Force India-Mercedes | 44   | +1.09,547   | 12   | 2  |
| 10   | 19 | Daniel Ricciardo    | Toro Rosso-Ferrari   | 44   | +1.13,470   | 19   | 1  |
| 11   | 6  | Sergio Pérez        | McLaren-Mercedes     | 44   | +1.21,936   | 13   |    |
| 12   | 18 | Jean-Éric Vergne    | Toro Rosso-Ferrari   | 44   | +1.26,740   | 18   |    |
| 13   | 11 | Nico Hülkenberg     | Sauber-Ferrari       | 44   | +1.28,258   | 11   |    |
| 14   | 12 | Esteban Gutiérrez   | Sauber-Ferrari       | 44   | +1.40,436   | 21   |    |
| 15   | 17 | Valtteri Bottas     | Williams-Renault     | 44   | +1.47,456   | 20   |    |
| 16   | 21 | Giedo van der Garde | Caterham-Renault     | 43   | +1 varv     | 14   |    |
| 17   | 16 | Pastor Maldonado    | Williams-Renault     | 43   | +1 varv     | 17   |    |
| 18   | 22 | Jules Bianchi       | Marussia-Cosworth    | 43   | +1 varv     | 15   |    |
| 19   | 23 | Max Chilton         | Marussia-Cosworth    | 42   | +2 varv     | 16   |    |
| Ret  | 14 | Paul di Resta       | Force India-Mercedes | 26   | Kollision   | 5    |    |
| Ret  | 7  | Kimi Räikkönen      | Lotus-Renault        | 25   | Bromsar     | 8    |    |
| Ret  | 20 | Charles Pic         | Caterham-Renault     | 8    | Oljeläckage | 22   |    |

| Förare och stall som tog poäng ▬▬ |

## Ställning efter loppet
|     | Pos. | Förare           | Poäng |
| --- | ---- | ---------------- | ----- |
| ▬   | 1    | Sebastian Vettel | 197   |
| ▲ 1 | 2    | Fernando Alonso  | 151   |
| ▲ 1 | 3    | Lewis Hamilton   | 139   |
| ▼ 2 | 4    | Kimi Räikkönen   | 134   |
| ▬   | 5    | Mark Webber      | 115   |

|     | Pos. | Konstruktör      | Poäng |
| --- | ---- | ---------------- | ----- |
| ▬   | 1    | Red Bull-Renault | 312   |
| ▬   | 2    | Mercedes         | 235   |
| ▬   | 3    | Ferrari          | 218   |
| ▬   | 4    | Lotus-Renault    | 187   |
| ▲ 1 | 5    | McLaren-Mercedes | 65    |

- Notering: Endast de fem bästa placeringarna i vardera mästerskap finns med på listorna.